# Накао Мікі
Накао Мікі (25 червня 1978) — японська плавчиня.
Призерка Олімпійських Ігор 2000 року, учасниця 1996 року.
Призерка Пантихоокеанського чемпіонату з плавання 1997, 1999 років.
Переможниця літньої Універсіади 1997, 1999 років.